# Durchführung (Musik)
Die  Durchführung ist ein Begriff der Musiktheorie, der erstmals in der Fugenlehre verwendet wurde. In der Sonatensatzform ist die Durchführung der Mittelteil zwischen der Exposition und der Reprise.
In umfangreicheren Werken, etwa Rondos und freien Formen der Programmmusik, bezeichnet sie die Teile des Werkes, die thematische Arbeit enthalten.

## Fuge und Sonatenhauptsatz
Die Musiklehre des Barock nutzte den aus der Rhetorik entlehnten Begriff allgemein für die Ausarbeitung („elaboratio“) einer Komposition. In diesem Sinne sprach Johann Sebastian Bach in der „Auffrichtigen Anleitung“ seiner Inventionen und Sinfonien davon, „gute inventiones […] durchzuführen“.
Als Terminus für eine musikalische Form wurde er erstmals in der Fugenlehre eingesetzt. Die vollständige Durchführung bezieht sich auf den Abschnitt, in dem das Thema als Dux und Comes durch die Stimmen geführt wird.
Heinrich Christoph Koch definierte sie in seinem Musiklexikon als Beibehaltung „und stete Bearbeitung des Hauptgedankens in verschiedenen Wendungen und Modifikationen.“
Im Jahre 1824 führte Anton Reicha den Ausdruck in die Sonatentheorie ein. In größeren Werken bezeichnet er die Teile des Werkes, die thematische Arbeit enthalten, in denen sich also das Material entfaltet.
Lässt sich der Satz angemessen über die Sonatensatzform verstehen, ist die Durchführung der Teil des Satzes, in dem die in der Exposition vorgestellten Themen verarbeitet, zergliedert und miteinander in Kombination gesetzt werden können. Ab dem späten 18. Jahrhundert finden sich in Durchführungen auch Modulationen in Tonarten, die im Quintenzirkel (bzw. im Quintenturm) von der Grundtonart weit entfernt liegen. In Sinfonien der Wiener Klassik, in denen Hörner vorgeschrieben sind, kann das Verlassen der Grundtonart auch unmittelbar klanglich erfahren werden, da das bis etwa 1840 vorwiegend verwendete Naturhorn über einen begrenzten Tonvorrat verfügte, der sich nur bedingt für den Einsatz in Durchführungen (und auch für den Seitensatzbereich in Reprisen) eignete. Das Ende der Durchführung führt typischerweise die Ausgangstonart wieder herbei, das Erreichen der Ausgangstonart in Verbindung mit einer Wiederkehr der Exposition wird als Reprise bezeichnet.

## Entwicklung
Die Durchführung entwickelte sich mit der klassischen Sonatensatzform über Komponisten wie Domenico Scarlatti, Carl Philipp Emanuel Bach, Joseph Haydn, Wolfgang Amadeus Mozart und schließlich Ludwig van Beethoven zum wichtigsten Teil des Sonatensatzes.
Nimmt man die Kopfsätze der jeweils letzten Sinfonien der drei Hauptvertreter der Wiener Klassik als Beispiel, erhält man Verhältnisse von Exposition und Durchführung bei:
- Haydn, 104. Sinfonie: 106 Takte/68 Takte
- Mozart, 41. Sinfonie: 120 Takte/67 Takte
- Beethoven, 9. Sinfonie: 163 Takte/166 Takte

Bei Beethoven ist sie der dramatische Höhepunkt des Satzes, in dem sich die in der Exposition angelegten thematischen und harmonischen Konflikte abspielen. Häufig beginnt und endet die Durchführung in der Dominante der Haupttonart, ist aber ansonsten formal ungebunden. So ist es möglich, dass sie länger an einer Tonart festhält oder die Entwicklung in Unterabschnitte aufteilt.
Gelegentlich wird die Durchführung von einer Scheinreprise unterbrochen, bei der das erste Thema anklingt. Mozart komponierte zudem scheinbare Scheinreprisen, etwa im ersten Satz seiner Klaviersonate Nr. 5 in G-Dur. In langsamen Sätzen verzichtete er auch auf Durchführungen, was in seiner Klaviermusik allerdings eine Ausnahme blieb. In der Regel wird die Grundtonart des Werkes vermieden, damit die Reprise überzeugend beginnen kann.
Einige Komponisten führten neues motivisches Material ein, etwa Mozart im Allegro der fünften Klaviersonate, in dem sich das neue Thema nicht aus der Dominante entwickelt und Beethoven in seiner Eroica. Gustav Mahler erweiterte die Durchführung in der 6. Sinfonie mit längeren und selbständigen Episoden.
Mit Beethoven setzte eine Entwicklung ein, bei der die Techniken der Durchführung immer stärker auf den ganzen Satz ausgedehnt wurden. Dies zeigt sich bei Johannes Brahms und Franz Liszt ebenso wie im Musikdrama Richard Wagners. Im Zusammenhang mit Werken der Zweiten Wiener Schule sprach Theodor W. Adorno von der „totalen Durchführung“.